# Cent mille chansons

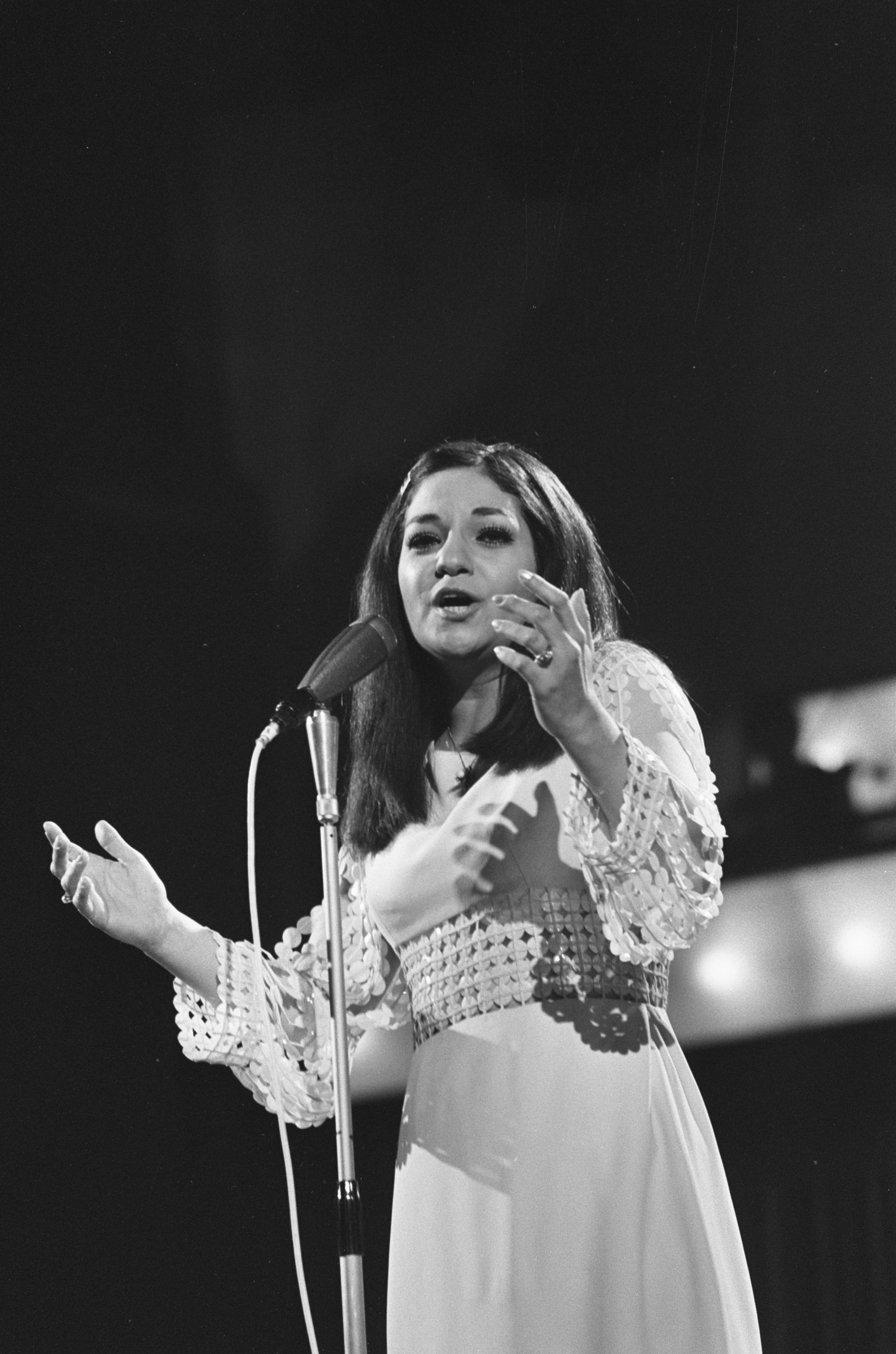
Frida Boccara

Cent mille chansons (Honderdduizend liederen) is een lied uit 1968 dat bekend is geworden dankzij de Franse zangeres Frida Boccara. De tekst van het lied is geschreven door Eddy Marnay die ook tekende voor de tekst van Boccara’s winnende Eurovisiesongfestivallied Un jour, un enfant uit 1969. De componist van het - evident op Johann Sebastian Bach geïnspireerde - lied is Michel Magne. De melodie vertoont namelijk erg veel overeenkomst met de aria Mache dich, mein Herz rein uit Bach's Matthäus-Passion. Boccara nam in 1979 ook een versie van het lied op waarin zij te horen is met het koor de Mastreechter Staar.
Het betreft een liefdeslied met ruime gebaren. Als, zo schrijft de dichter, jij en ik samen zijn, dan zullen er tijden aanbreken waar honderdduizenden liederen klinken, en zullen in honderdduizenden horizonten onze ogen verzinken in een oceaan van liefde.
Het lied werd later ook vaak gezongen door Lenny Kuhr die, met de inzendingen uit Spanje en het Verenigd Koninkrijk,  in 1969 de eerste plaats van het Eurovisie Songfestival met Boccara had moeten delen. 
Tijdens de inhuldiging van de Nederlandse koning Willem-Alexander op 30 april 2013 zong het Nieuw Amsterdams Kinderkoor een lied - Later als ik groot ben - op melodie van Cent mille chansons, op een tekst van Herman van Veen.

## Hitnoteringen

### NPO Radio 2 Top 2000
| Nummer met noteringen in de NPO Radio 2 Top 2000 | '99 | '00  | '01  | '02  | '03  | '04 | '05 | '06 | '07 | '08 | '09  | '10  | '11  | '12  | '13  | '14  | '15  |
| ------------------------------------------------ | --- | ---- | ---- | ---- | ---- | --- | --- | --- | --- | --- | ---- | ---- | ---- | ---- | ---- | ---- | ---- |
| Cent mille chansons                              | 808 | 1057 | 1006 | 1099 | 1214 | 964 | 771 | 622 | 890 | 791 | 1329 | 1179 | 1561 | 1368 | 1440 | 1682 | 1830 |

1. ↑  Een vetgedrukt getal geeft de hoogste notering aan.
2. ↑  Deze tabel is bijgewerkt tot en met de laatste editie (2024).

### Evergreen Top 1000
| Evergreen Top 1000 "Cent Mille Chansons" | Evergreen Top 1000 "Cent Mille Chansons" | Evergreen Top 1000 "Cent Mille Chansons" | Evergreen Top 1000 "Cent Mille Chansons" | Evergreen Top 1000 "Cent Mille Chansons" | Evergreen Top 1000 "Cent Mille Chansons" | Evergreen Top 1000 "Cent Mille Chansons" | Evergreen Top 1000 "Cent Mille Chansons" | Evergreen Top 1000 "Cent Mille Chansons" | Evergreen Top 1000 "Cent Mille Chansons" | Evergreen Top 1000 "Cent Mille Chansons" | Evergreen Top 1000 "Cent Mille Chansons" | Evergreen Top 1000 "Cent Mille Chansons" | Evergreen Top 1000 "Cent Mille Chansons" | Evergreen Top 1000 "Cent Mille Chansons" | Evergreen Top 1000 "Cent Mille Chansons" | Evergreen Top 1000 "Cent Mille Chansons" |
| Jaar                                     | 2008                                     | 2009                                     | 2010                                     | 2011                                     | 2012                                     | 2013                                     | 2014                                     | 2015                                     | 2016                                     | 2017                                     | 2018                                     | 2019                                     | 2020                                     | 2021                                     | 2022                                     | 2023                                     |
| ---------------------------------------- | ---------------------------------------- | ---------------------------------------- | ---------------------------------------- | ---------------------------------------- | ---------------------------------------- | ---------------------------------------- | ---------------------------------------- | ---------------------------------------- | ---------------------------------------- | ---------------------------------------- | ---------------------------------------- | ---------------------------------------- | ---------------------------------------- | ---------------------------------------- | ---------------------------------------- | ---------------------------------------- |
| Positie                                  | 188                                      | 716                                      | 691                                      | 691                                      | 676                                      | 111                                      | 310                                      | 120                                      | 143                                      | 119                                      | 286                                      | 189                                      | 260                                      | 148                                      | 202                                      | 253                                      |